# Barloworld
Barloworld (Kod UCI: BAR) – brytyjska zawodowa grupa kolarska istniejąca w latach 2003–2009. Najbardziej znanymi kolarzami tej grupy byli Mauricio Soler i Robert Hunter.

## Nazwa grupy w poszczególnych latach
| lata      | nazwa                         |
| --------- | ----------------------------- |
| 2003      | Barloworld                    |
| 2004      | Barloworld-Androni Giocattoli |
| 2005      | Barloworld-Valsir             |
| 2006–2009 | Barloworld                    |

## Sukcesy
2007
- 1. miejsce w klasyfikacji drużynowej na UCI Africa Tour
- 1. miejsce na 9 i 11 etapie Tour de France 2007 (kolejno Mauricio Soler, Robert Hunter)
- 1. miejsce w klasyfikacji górskiej (Mauricio Soler)
- 1. miejsce w Volta ao Distrito de Santarém (Robert Hunter)